# Lupoč
Lupoč (em húngaro: Gácslápos) é um município da Eslováquia, situado no distrito de Lučenec, na região de Banská Bystrica. Tem 9,34 km² de área e sua população em 2018 foi estimada em 222 habitantes.

## Demografia
| Ano:        | 1994 | 2004    | 2014   | 2024   |
| ----------- | ---- | ------- | ------ | ------ |
| Broj ljudi: | 203  | 234     | 245    | 234    |
| Razlika:    |      | +15,27% | +4,70% | -4,48% |

| Ano:               | 2023 | 2024   |
| ------------------ | ---- | ------ |
| Número de pessoas: | 221  | 234    |
| Diferença:         |      | +5,88% |